# روبرتو أبوندازيري

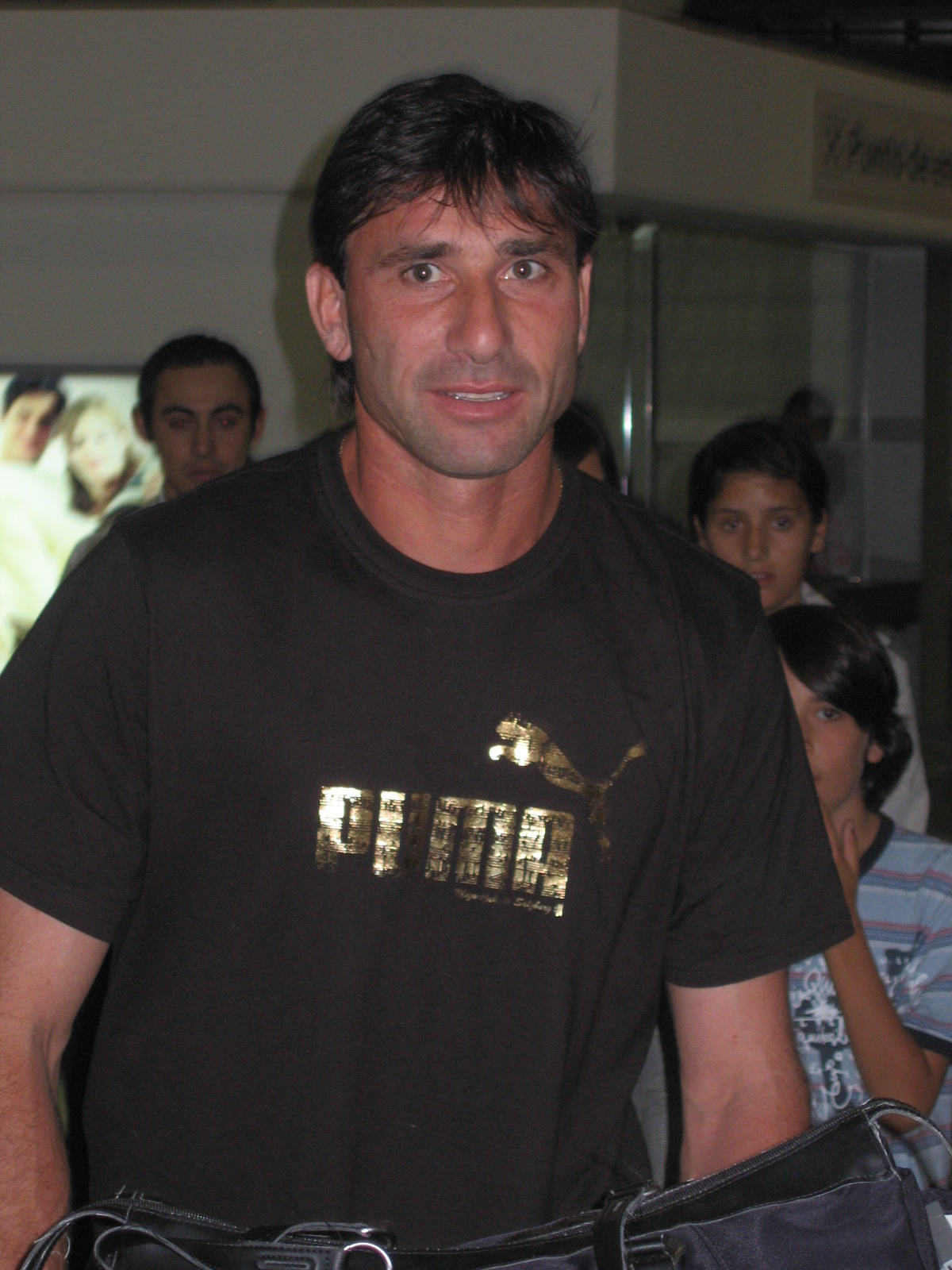
روبرتو أبوندازيري

هو حارس كرة قدم أرجنتيني ولد في 19 غشت عام 1972 في سانتا في بروفانس بالأرجنتين واسمه الكامل روبرتو كارلوس باتو أبوندانزيري.
لعب لعدة أندية بدءا بنادي روزاريو سنترال في الأرجنتين ثم انتقل سنة 1997 ليلعب رفقة نادي بوكا جونيورز ثم انتقل فيما بعد للعب مع نادي خيتافي الإسباني كما أنه يلعب رفقة المنتخب الأرجنتيني منذ سنة 2004 وقد حقق عدة ألقاب رفقة الفرق التي لعب لها بحيث فازا بالإفيرتورا 4 مرات ومرتين بالكلاوسورا و3 مرات بالكوبا ليبرتادوريس ومرتين بكأس سودأميريكانا وغيرها من الألقاب.

## مسيرته الكروية
لعب روبرتو أبوندازيري خلال مسيرته الاحترافية مع 4 أندية في عشرون موسمًا ولم يسجل خلالها أي هدف ضمن 393 مباراة. ولم يفز بأي موسم بالكأس وفاز في خمسة مواسم بالدوري.
خاض روبرتو أبوندازيري مسيرته مع نادي روزاريو سنترال في موسم 1993–94 ليلعب معه أربعة مواسم، مشاركًا في 57 مباراة ولم يسجل أي هدف. ثم انتقل إلى نادي بوكا جونيورز في موسم 1996–97 في المرة الأولى ليلعب معه عشرة مواسم ثم في موسم 2008–09 ولمدة موسمين، حيث شارك طوالها في 245 مباراة ولم يسجل أي هدف أيضًا. لينتقل بعدها إلى نادي خيتافي في موسم 2006–07 واستمر معه طيلة ثلاثة مواسم، مشاركًا في 83 مباراة ولم يسجل أي هدف أيضًا. ثم انتقل إلى نادي إنترناسيونال ما بين عامي 2010 و2011 لمدة موسم واحد، مشاركًا في 8 مباريات ولم يسجل أي هدف أيضًا.

## روابط خارجية
- روبرتو أبوندازيري على موقع الاتحاد الدولي (مؤرشف)  (الإنجليزية)
- روبرتو أبوندازيري على موقع الاتحاد الأوربي (الإنجليزية)
- روبرتو أبوندازيري على موقع قاعدة بيانات كرة القدم.إي يو (الإنجليزية)
- روبرتو أبوندازيري على موقع بيانات كرة القدم. دي إي (الألمانية)
- روبرتو أبوندازيري على موقع ناشيونال فوتبول تيمز (الإنجليزية)
- روبرتو أبوندازيري على موقع Soccerway.com (الإنجليزية)
- روبرتو أبوندازيري على موقع عالم كرة القدم.نت (الإنجليزية)